# Reckoning (TV-serie)
Reckoning är en australisk dramathrillerserie vars första och enda säsong hade premiär i Australien under 2019.

## Handling
När en ökänd seriemördare som legat lågt i flera år tros ha dödat igen, hamnar två familjer i ett lugnt förortskvarter på en farlig kollisionskurs.

## Rollista (i urval)
- Sam Trammell - Leo Doyle
- Aden Young - Mike Serrato
- Simone Kessell - Paige Serrato
- Laura Gordon  - Candace Doyle
- Gloria Garayua - Cyd Ramos
- Jacqueline McKenzie - Linda Swain
- Toby Schmitz - John Ainsworth
- Milly Alcock - Sam Serrato

- Ed Oxenbould - Paxton Doyle
- Diana Glenn - Tori McGrath